# Club omnisports de Bouaflé
 (février 2025).
Si vous disposez d'ouvrages ou d'articles de référence ou si vous connaissez des sites web de qualité traitant du thème abordé ici, merci de compléter l'article en donnant les références utiles à sa vérifiabilité et en les liant à la section « Notes et références ».
Maillots
Le Club Omnisports de Bouaflé est un club de football ivoirien basé à Bouaflé, ville du centre du pays. Fondé en 1970, il joue actuellement[Quand ?] en Ligue 1 ivoirienne.

## Palmarès
- Coupe de Côte d'Ivoire
  - Vainqueur : 2004

- Championnat de Côte d'Ivoire de football D2
  - Vainqueur : 2013